# Karl Heinrich Ernst Hauer
Karl Heinrich Ernst Hauer född 28 oktober 1828 i Halberstadt, död 16 mars 1892 i Berlin, var en tysk kompositör, psalmförfattare och organist. Från och med år 1862 var han organist vid Markuskyrkan i Berlin. (Lövgren: Psalm- och sånglexikon, Gummessons 1964).

## Psalmer
- Morgon mellan fjällen nummer 179 i Den svenska psalmboken 1986 upphovsman till originalets tyska text och melodi.